# Ramón Rubial
Ramón Rubial Cavia (Erandio, 28 de octubre de 1906-Bilbao, 24 de mayo de 1999) fue un político socialista español, presidente del PSOE desde 1976 hasta su muerte y presidente del Consejo General Vasco en la etapa preautonómica.

## Biografía

### Infancia y juventud
Su padre, José Rubial, emigró desde su Bierzo natal, Robledo de las Traviesas (Noceda del Bierzo) a Vizcaya con ocho años. Su madre, Leonor Cavia, llegó a Bilbao a los dos años, acompañando a su padre, un albañil de Santander. Se casaron en 1905 y tuvieron a su primer hijo, Ramón, un año después. Ramón acudió a la escuela primaria en Erandio y a los catorce años, ingresa en la Escuela de Artes y Oficios para hacerse tornero. Ese año (1920), entra en el Sindicato Metalúrgico de la Unión General de Trabajadores, uniéndose dos años después (1922) a las Juventudes Socialistas y el Partido Socialista Obrero Español (PSOE).
A los 17 años finaliza su aprendizaje en un taller de su pueblo natal, comenzando a trabajar como tornero en diferentes localidades: Reinosa, Baracaldo, Zorroza... hasta que en 1926 es contratado por el astillero de la Sociedad Española de la Construcción Naval de Sestao (La Naval). Paralelamente desarrolla intensas actividades políticas y sindicales, siendo detenido varias veces. Por primera vez, durante la huelga general revolucionaria de diciembre de 1930, en contra de la monarquía, pasa 4 días en la cárcel. En 1934 es detenido como responsable del movimiento revolucionario en Erandio, siendo juzgado y condenado por sedición a una pena de prisión de 6 años, ocho meses y 21 días, que no cumplió al promulgarse una amnistía general tras el triunfo del Frente Popular en las elecciones de febrero de 1936.

### Guerra Civil y dictadura franquista

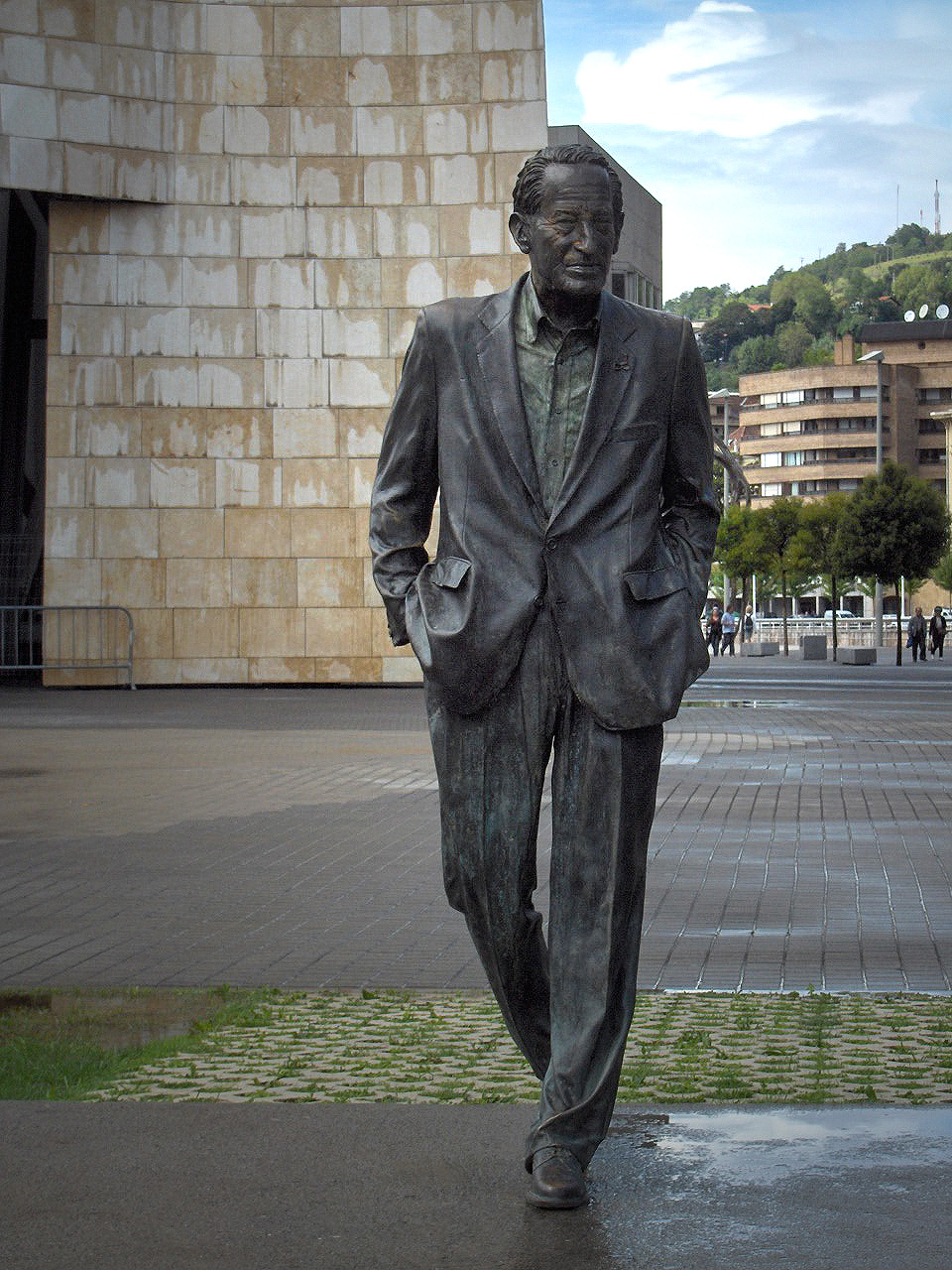
Conjunto escultórico del artista Casto Solano dedicado a Ramón Rubial junto al Museo Guggenheim Bilbao.

Combatió en la guerra civil española en el frente del Norte, siendo capturado el 1 de noviembre de 1937 en Bilbao, tras lo cual fue primero condenado a muerte, pena que fue conmutada por treinta años de prisión. Durante su estancia en prisión, trabajó en la reorganización del PSOE. En 1944 fue trasladado a un pelotón de trabajo en Babcock & Wilcox en Sestao, lo que le permite entrar en contacto con la organización clandestina del PSOE en Vizcaya. Sin embargo, la caída de la ejecutiva en manos franquistas en 1945 le inducen a dejar el pelotón de trabajo y tratar de escapar a Francia. Ese mismo año nace su hija, Lentxu Rubial, que también será afiliada al Partido Socialista. A pesar de su huida fue detenido en Oyarzun por la policía. El inspector que detuvo a Rubial era Melitón Manzanas, que posteriormente sería asesinado por ETA. Estuvo encarcelado en varias cárceles y penales, permaneciendo entre 1947 y 1956 en el penal de El Dueso. Fue excarcelado el 23 de agosto de 1956.
Tras su excarcelación, se estableció en Deusto. Allí trabajó como tornero en los talleres de un amigo hasta su jubilación en 1976. Al mismo tiempo prosigue su labor política. Con el apodo de "Pablo" y como uno de los máximos dirigentes de la Comisión Permanente que dirige el PSOE en el interior (especialmente tras la caída de Antonio Amat), viaja por todo el país, reorganizando la organización. En 1957 fue detenido por tres meses por asociación ilegal. En 1967, fue encarcelado de nuevo por su participación en la huelga de Bandas, junto con Eduardo López Albizu y Nicolás Redondo y desterrado a Las Hurdes. En 1968 la policía franquista descubrió una imprenta clandestina del PSOE en Ripa, y Rubial vuelve a prisión durante 20 días. En 1969 fue puesto a disposición del Tribunal de Orden Público, siendo finalmente absuelto en 1970 por falta de pruebas. Acudió también a los congresos del PSOE celebrados en Francia en la década de 1970: el de Toulouse en 1972 (en el que fue elegido miembro de la Comisión Ejecutiva del partido en el interior) y el de Suresnes en 1974. Finalmente, tras la muerte del dictador y legalizado ya el partido, fue elegido presidente en el XXVII Congreso, celebrado en diciembre de 1976 en Madrid.

### Democracia

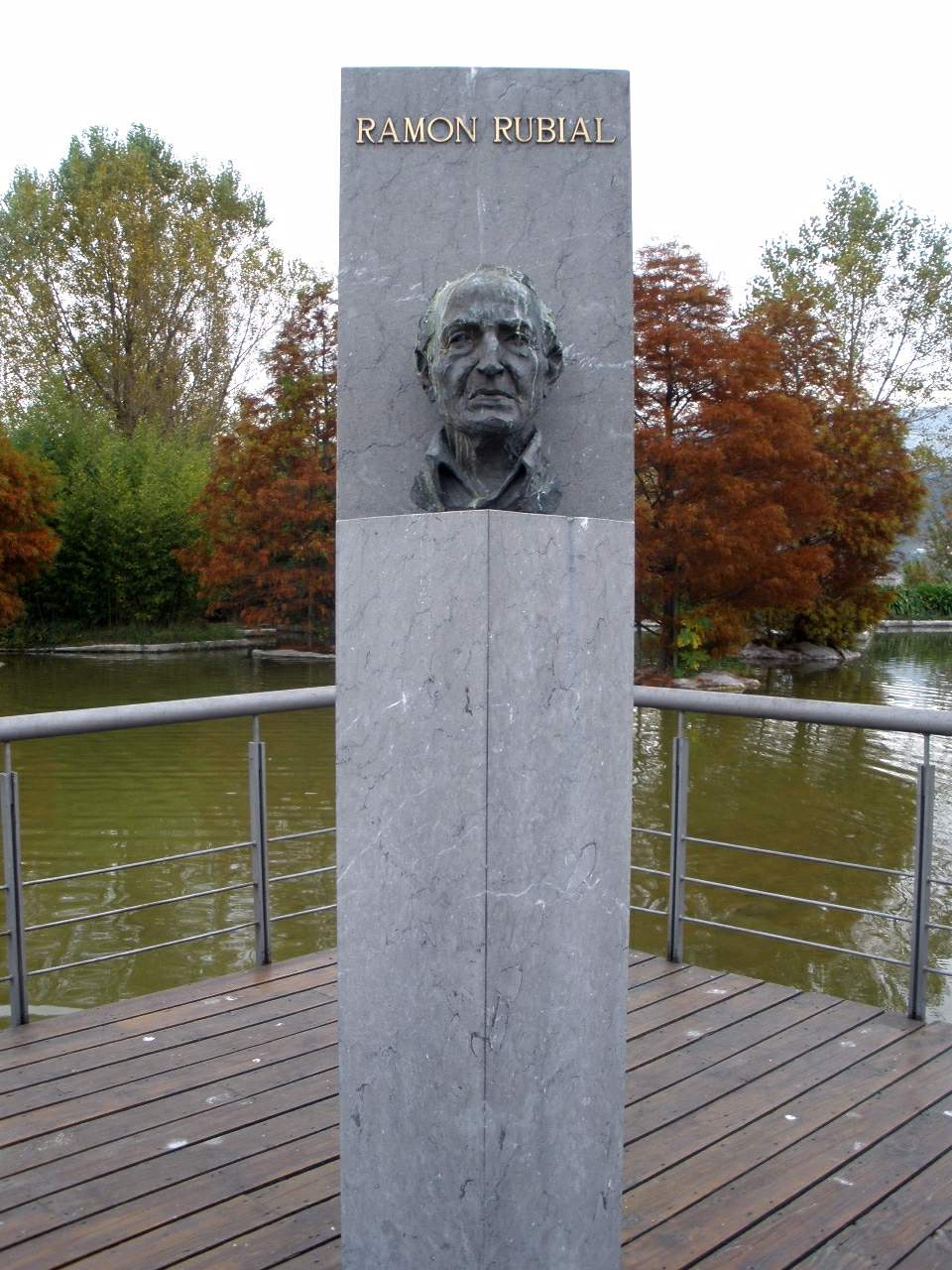
Monumento a Ramón Rubial en el Jardín Botánico de Baracaldo

Ramón Rubial fue elegido senador por Vizcaya en las elecciones constituyentes de 1977 por las listas del Frente Autonómico. Durante la legislatura constituyente fue vicepresidente segundo del Senado. Como miembro de la Asamblea de Parlamentarios Vascos, el 17 de febrero de 1978 fue nombrado presidente del Consejo General Vasco, en octava ronda, frente a Juan Ajuriaguerra, del PNV, cargo que ocupó hasta el 9 de junio de 1979, cuando fue sustituido por Carlos Garaikoetxea (PNV). Durante su mandato se elaboró el anteproyecto del estatuto de autonomía, se recibieron las primeras transferencias y se centró en dos asuntos fundamentalmente: la violencia terrorista y el paro. 
Fue reelegido senador por Vizcaya en las elecciones de 1979, 1982, 1989 y 1993. En 1986 no consiguió acta de senador, pero dicho año fue candidato en las elecciones al Parlamento Vasco, sin conseguir tampoco escaño. Finalmente fue parlamentario por renuncia de otro parlamentario y elegido senador en representación del Parlamento Vasco. En el Senado fue miembro de la Comisión Constitucional. En mayo de 1979 cesó como presidente del partido al nombrarse tras el congreso una comisión gestora para encargarse de su dirección (1979), de la que formaba parte. Sin embargo, en el congreso extraordinario celebrado ese mismo año, fue elegido de nuevo presidente. Fue reelegido como presidente en todos los congresos que se celebraron (1981, 1984, 1988, 1990, 1994 y 1997).
En octubre de 1986 el PSOE publicó su biografía política y sindical, con el título Ramón Rubial, un compromiso con el socialismo, con prólogo de Felipe González. El 31 de octubre de 1991, a propuesta del entonces ministro de Asuntos Exteriores, Francisco Fernández Ordóñez, el Gobierno le concedió la Gran Cruz del Mérito Civil. En 1998 le fue concedida la  Cruz del Árbol de Gernika, máxima distinción otorgada por el Gobierno vasco.
En 1990 se constituyó la Fundación Españoles en el Mundo, vinculada al PSOE, cuyo objetivo es mejorar las condiciones asistenciales de los emigrantes españoles y de la que Ramón Rubial fue nombrado presidente. En la actualidad, la fundación se denomina Fundación Ramón Rubial-Españoles en el Mundo.
Torrevieja, Getafe, Bilbao y Rivas-Vaciamadrid están entre las poblaciones con una calle que lleva su nombre.